# NGC 1721
NGC 1721 là một thiên hà dạng thấu kính (S0) nằm trong chòm sao Eridanus. Nó được phát hiện vào ngày 10 tháng 11 năm 1885  bởi Edward Emerson Barnard. Thiên hà này là một thành viên của Nhóm NGC 1723 bao gồm NCG 1723 (thành viên sáng nhất, 11,7- mag) và một bộ ba gần gũi của NGC 1721, NGC 1725 và NGC 1728.
NGC 1721 là một Vật thể Dreyer (một thuật ngữ thiên văn học cổ xưa), có nghĩa là nó đã được đưa vào Danh mục Tổng quát mới ban đầu của JLE Dreyer.